# Million Sellers
| Recensione | Giudizio |
| ---------- | -------- |
| AllMusic   | [ 1 ]    |

Million Sellers è una compilation discografica del cantante statunitense Rick Nelson, pubblicato dall'etichetta discografica Imperial Records nel giugno del 1963.
Nel 1964 la Liberty Records pubblicò un album (sempre una compilation) con lo stesso titolo ma con alcuni brani differenti dalla pubblicazione della Imperial Records.

## Tracce
Lato A
1. Travelin' Man (Tratto dall'album: Ricky Is 21 (1961)) – 2:20 (Jerry Fuller) – Registrato il 13 marzo 1961 al United Recording Corp., Hollywood, California
2. Never Be Anyone Else But You (Tratto dall'album: Ricky Sings Again (1959)) – 2:15 (Baker Knight) – Registrato il 24 novembre 1958 al Master Recorders di Hollywood, California
3. It's Late (Tratto dall'album: Ricky Sings Again (1959)) – 1:47 (Dorsey Burnette) – Registrato il 21 ottobre 1958 al Master Recorders di Hollywood, California
4. My One Desire (Tratto dall'album: Ricky Is 21 (1961)) – 2:14 (Dorsey Burnette) – Registrato (probabile) il 27 marzo 1961 al United Recording Corp., Hollywood, California
5. I Wanna Be Loved (Brano inedito) – 2:40 (Baker Knight) – Registrato il 22-23 ottobre 1959 al Master Recorders di Hollywood, California
6. Young Emotions (Brano inedito) – 2:30 (Mack David, Jay Livingston) – Registrato il 22-23 ottobre 1959 al Master Recorders di Hollywood, California

Lato B
1. Hello Mary Lou (Tratto dall'album: Ricky Is 21 (1961)) – 2:17 (Gene Pitney) – Registrato il 20 marzo 1961 al United Recording Corp., Hollywood, California
2. Right by My Side (Brano inedito) – 2:35 (Baker Knight) – Registrato il 18 febbraio 1960 al Master Recorders di Hollywood, California
3. I'm Not Afraid (Tratto dall'album: More Songs by Ricky (1960)) – 2:33 (Felice Bryant) – Registrato il 12-13 aprile 1960 al Master Recorders di Hollywood, California
4. Yes Sir, That's My Baby (Brano inedito) – 1:56 (Gus Kahn, Walter Donaldson) – Registrato il 12-13 aprile 1960 al Master Recorders di Hollywood, California
5. You Are the Only One (Brano inedito) – 2:11 (Baker Knight) – Registrato il 26 ottobre 1960 al Master Recorders di Hollywood, California
6. Milk Cow Blues (Brano inedito) – 2:13 (Kokomo Arnold) – Registrato il 26 ottobre 1960 al Master Recorders di Hollywood, California

LP del 1964, pubblicato dalla Liberty Records (LBL/LBS 83020)
Lato A
1. Hello Mary Lou (Gene Pitney)
2. Someday (You'll Want Me to Want You) (Jimmie Hodges) – Registrato l'11 aprile 1958 al Master Recorders di Hollywood, California
3. Lonesome Town (Baker Knight) – Registrato il 21 agosto 1958 al Master Recorders di Hollywood, California
4. Be-Bop Baby (Pearl Lendhurst) – Registrato il 16 agosto 1957 al Master Recorders di Hollywood, California
5. Stood Up (Dub Dickerson, Erma Herrold) – Registrato il 18 novembre 1957 al Master Recorders di Hollywood, California
6. Never Be Anyone Else But You (Baker Knight)
7. (It's A) Young World (Jerry Fuller) – Registrato il 18 gennaio 1961 al United Recording Corp. di Hollywood, California
8. Believe What You Say (Johnny Burnette, Dorsey Burnette) – Registrato il 17 febbraio 1958 al Master Recorders di Hollywood, California

Lato B
1. Travelin' Man (Jerry Fuller)
2. It's Up to You (Jerry Fuller) – Registrato il 13 giugno 1962 al Western Recorders di Hollywood, California
3. Everlovin' (Dave Burgess) – Registrato il 20 luglio 1961 al United Recording Corp. di Hollywood, California
4. I Wanna Be Loved (Baker Knight)
5. Sweeter Than You (Baker Knight) – Registrato l'11 maggio 1959 al Master Recorders di Hollywood, California
6. Just a Little Too Much (Johnny Burnette) – Registrato l'11 maggio 1959 al Master Recorders di Hollywood, California
7. Poor Little Fool (Sharon Sheeley) – Registrato il 17 aprile 1958 al Master Recorders di Hollywood, California
8. It's Late (Dorsey Burnette)

Edizione CD del 2008, pubblicato dalla Magic Records (3 700139 306130)
1. Travelin' Man – 2:25 (Jerry Fuller)
2. Never Be Anyone Else But You – 2:15 (Baker Knight)
3. It's Late – 1:45 (Dorsey Burnette)
4. My One Desire – 2:20 (Dorsey Burnette)
5. I Wanna Be Loved – 2:44 (Baker Knight)
6. Young Emotions – 2:33 (Mack David, Jay Livingston)
7. Hello Mary Lou – 2:19 (Gene Pitney)
8. Right by My Side – 2:37 (Baker Knight)
9. I'm Not Afraid – 2:37 (Felice Bryant)
10. Yes Sir, That's My Baby – 1:55 (Gus Kahn, Walter Donaldson)
11. You Are the Only One – 2:42 (Baker Knight)
12. Milk Cow Blues – 2:15 (Kokomo Arnold)
13. Be-Bop Baby – 2:02 (Pearl Lendhurst)
14. Have I Told You Lately That I Love You – 1:58 (Scott Wiseman) – Registrato il 16 agosto 1957 al Master Recorders di Hollywood, California
15. Waitin' in School – 2:02 (Johnny Burnette, Dorsey Burnette) – Registrato il 18 novembre 1957 al Master Recorders di Hollywood, California
16. Stood Up – 1:52 (Dub Dickerson, Erma Herrold)
17. Believe What You Say – 2:04 (Johnny Burnette, Dorsey Burnette)
18. That's All – 2:03 (Alan Brandt, Bob Haymes) – Registrato il 9/10 giugno 1959 al Master Recorders di Hollywood, California
19. Poor Little Fool – 2:33 (Sharon Sheeley)
20. Lonesome Town – 2:14 (Baker Knight)
21. I'm in Love Again – 2:19 (Fats Domino, Dave Bartholomew) – Registrato il 21 aprile 1958 al Master Recorders di Hollywood, California
22. Teenage Idol – 2:27 (Jack Lewis) – Registrato il 20 giugno 1962 al Western Recorders di Hollywood, California
23. Baby I'm Sorry – 2:22 (Kenneth Scott) – Registrato il 24 settembre 1957 al Master Recorders di Hollywood, California
24. It's Up to You – 2:50 (Jerry Fuller) – Registrato il 13 giugno 1962 al Western Recorders di Hollywood, California

## Musicisti
Travelin' Man
- Rick Nelson - voce, chitarra ritmica
- James Burton - chitarra
- Ray Johnson - pianoforte
- Joe Osborn - basso
- Richie Frost - batteria

Never Be Anyone Else But You
- Ricky Nelson - voce, chitarra
- James Burton - chitarra
- Gene Garff - pianoforte
- James Kirkland - basso
- Richie Frost - batteria
- The Jordanaires - accompagnamento vocale, cori (registrato l'11 dicembre 1958 in sovraincisione)

It's Late
- Ricky Nelson - voce, chitarra ritmica
- James Burton - chitarra
- Gene Garff - pianoforte
- James Kirkland - basso
- Richie Frost - batteria
- The Jordanaires - accompagnamento vocale, cori (registrato in seguito in sovraincisione)

My One Desire
- Ricky Nelson - voce
- James Burton - chitarra
- Ray Johnson - pianoforte
- Joe Osborn - basso
- Richie Frost - batteria
- Dave Burgess - accompagnamento vocale, cori (registrato il 12 aprile 1961 in sovraincisione)
- Glen Campbell - accompagnamento vocale, cori (registrato il 12 aprile 1961 in sovraincisione)
- Jerry Fuller - accompagnamento vocale, cori (registrato il 12 aprile 1961 in sovraincisione)

I Wanna Be Loved / Young Emotions
- Ricky Nelson - voce, chitarra ritmica
- James Burton - chitarra
- Gene Garff - pianoforte
- James Kirkland - basso
- Richie Frost - batteria
- Darlene Love & The Blossoms - accompagnamento vocale, cori (registrato in seguito in sovraincisione)

Hello Mary Lou
- Ricky Nelson - voce
- James Burton - chitarra
- Ray Johnson - pianoforte
- Joe Osborn - basso
- Richie Frost - batteria
- The Jordanaires - accompagnamento vocale, cori (registrato il 22 marzo 1961 in sovraincisione)

Right by My Side
- Ricky Nelson - voce
- Allan Reuss - chitarra
- Ray Johnson - pianoforte
- Teddy Edwards - sassofono
- John Rotella - clarinetto
- Leroy Vinnegar - contrabbasso
- Richie Frost - batteria
- Darlene Love & The Blossoms - accompagnamento vocale, cori

I'm Not Afraid / Yes Sir, That's My Baby
- Ricky Nelson - voce
- Allan Reuss - chitarra
- Billy Strange - chitarra
- Ray Johnson - pianoforte
- John Rotella - sassofono
- Plas Johnson - sassofono
- Leroy Vinnegar - contrabbasso
- Richie Frost - batteria
- The Jordanaires - accompagnamento vocale, cori (registrato il 25 aprile 1960 in sovraincisione)

You Are the Only One / Milk Cow Blues
- Ricky Nelson - voce, chitarra ritmica
- James Burton - chitarra
- Ray Johnson - pianoforte
- Joe Osborn - basso
- Richie Frost - batteria
- Sconosciuti - accompagnamento vocale, cori
- Richie Frost - percussioni (registrato l'11 novembre 1960 al United Recording Corp. in sovraincisione)

Someday (You'll Want Me to Want You)
- Rick Nelson - voce, chitarra ritmica
- James Burton - chitarra
- Ozzie Nelson - pianoforte
- James Kirkland - basso

Lonesome Town
- Rick Nelson - voce
- Neal Matthews Jr. - chitarra
- James Burton - chitarra
- Gene Garff - pianoforte
- James Kirkland / George De Nauth - basso
- Richie Frost - batteria

Be-Bop Baby
- Rick Nelson - voce, chitarra ritmica
- Howard Roberts - chitarra
- Bob Bain - chitarra
- Roger Renner - pianoforte
- Ray Siegel - basso

Stood Up
- Rick Nelson - voce
- James Burton - chitarra
- Joe Maphis - chitarra
- Don Ferris - pianoforte
- James Kirkland - basso
- Richie Frost - batteria
- Sconosciuti (gruppo vocale) - cori (in sovraincisione)

(It's A) Young World
- Rick Nelson - voce, chitarra
- James Burton - chitarra
- Jim Pierce - pianoforte
- Joe Osborn - basso
- Richie Frost - batteria
- Dave Burgess - coro
- Glen Campbell - coro
- Jerry Fuller - coro

Believe What You Say
- Rick Nelson - voce, chitarra ritmica
- James Burton - chitarra
- Gene Garff - pianoforte
- James Kirkland - basso
- Richie Frost - batteria
- Sconosciuti (gruppo vocale) - cori (in sovraincisione)

It's Up to You
- Rick Nelson - voce
- James Burton - chitarra
- Glen Campbell - chitarra, coro
- Allen Harris - pianoforte
- John Audino - tromba
- Tony Terran - tromba
- Joe Osborn - basso
- Richie Frost - batteria
- Dave Burgess - coro
- Jerry Fuller - coro

Everlovin'
- Rick Nelson - voce, chitarra
- James Burton - chitarra
- Ray Johnson - pianoforte
- Joe Osborn - basso
- Richie Frost - batteria
- Dave Burgess - coro (in sovraincisione, registrazione successiva)
- Glen Campbell - coro (in sovraincisione, registrazione successiva)
- Jerry Fuller - coro (in sovraincisione, registrazione successiva)

Sweeter Than You / Just a Little Too Much
- Rick Nelson - voce, chitarra ritmica
- James Burton - chitarra
- Gene Garff - pianoforte
- James Kirkland - basso
- Richie Frost - batteria
- The Jordanaires (gruppo vocale) - cori (in sovraincisione, registrata il 19 maggio 1959)

Poor Little Fool
- Rick Nelson - voce, chitarra ritmica
- James Burton - chitarra
- Gene Garff - pianoforte
- James Kirkland / George De Nauth - basso
- Richie Frost - batteria
- The Jordanaires (gruppo vocale) - cori (in sovraincisione, registrata il 28 aprile 1958)[5]